# Gabriel Grovlez
Gabriel Grovlez, né le 4 avril 1879 à Lille et mort le 20 octobre 1944 à Paris, est un compositeur, chef d'orchestre et critique musical français.

## Biographie
Gabriel Grovlez étudie avec Albert Lavignac, André Gedalge et Gabriel Fauré au Conservatoire de Paris et obtient son premier prix de piano en 1899, dans la classe de Louis Diémer.
Il est l'accompagnateur d'Henri Marteau dans ses tournées et dirige l'opéra-Comique de 1905 à 1908. Il enseigne ensuite le piano pendant dix ans à la Schola Cantorum et, entre 1911 et 1913, il est également chef d'orchestre au Théâtre des Arts. Il est nommé directeur et chef d'orchestre de l'Opéra de Paris de 1914 à 1933. Il est également chef invité à l'opéra de Chicago lors des saisons 1921–1922 et 1925–1926. De 1939 à son décès, il dirige une classe de musique de chambre au conservatoire.

## Œuvre
Il a notamment composé l’Almanach aux images, huit pièces pour piano d'après les poèmes de Tristan Klingsor qui comprennent la Berceuse de la Poupée et Les Petites Litanies de Jésus. On lui doit également une « Sarabande et Allegro » pour hautbois et piano très jouée par les étudiants hautboïstes. Son chef-d'œuvre de musique de chambre semble être sa Sonate pour violon et piano (1904), dont Florent Schmitt disait le plus grand bien dans le Cobbett's Cyclopedic Survey of Chamber Music publié en 1929 (traduction française chez Robert Laffont, coll. « Bouquins », 1999).
Il laisse en outre quatre poèmes symphoniques, trois opéras, trois ballets (dont Maïmouna, 1921) et une cinquantaine de mélodies.

### Écrits
Initiation à l'orchestration, préface d'Henri Büsser, Paris, Gallet 1946, 68p.  (OCLC 714064685)

## Distinctions
- 1942 : Prix Jacques Durand de l'Académie des Beaux-Arts[2].